# تناجر زعفراني متوج
تناجر زعفراني متوج (الاسم العلمي: Tangara xanthocephala)، هو نوع من الطيور يتبع فصيلة التناجر ضمن رتبة العصفوريات.